# 34mag
34mag — белорусский молодёжный интернет-журнал, который выпускается на двух языках: белорусском и русском, — некоторые материалы также переводятся на английский. Большинство публикаций посвящено искусству, культуре и путешествиям. Редакция журнала находится в Минске, главный редактор — Александр Корнейчук. Также под эгидой портала работает лейбл цифровой дистрибуции «Пяршак» (бел. «Первач»).

## История
Журнал «34mag» был основан белорусской журналисткой Ириной Видановой после закрытия белорусскими властями её предыдущего проекта «Студэнцкая думка» (бел. «Студенческая мысль») в 2005 году. Первый номер нового издания вышел в 2006 году на компакт-дисках, а в 2009 у проекта появился и сайт.

## Достижения
В 2012 году журнал получил премию «Free Media Pioneer Award» Международного института прессы.
На фестивале рекламы и коммуникации “AD.NAK-2014” гид для путешественников “бел. Рома едзе” Ромы Свечникова и 34mag был отмечен первым призом и гран-при в номинации интегрированных медиапроектов, “Limited Edition” журнала занял 3 место в категории общественно значимых проектов, а за каталог “Books from Belarus” и книгу “Рома едзе” 34mag взял ещё 2 вторых места в категории многостраничных изданий.